# Rhopalodontidae
De Rhopalodontidae zijn een familie van uitgestorven dinocephalide therapsiden.
De Rhopalodontidae zijn in 1894 benoemd door Harry Govier Seeley.